# 謝翱紀念館

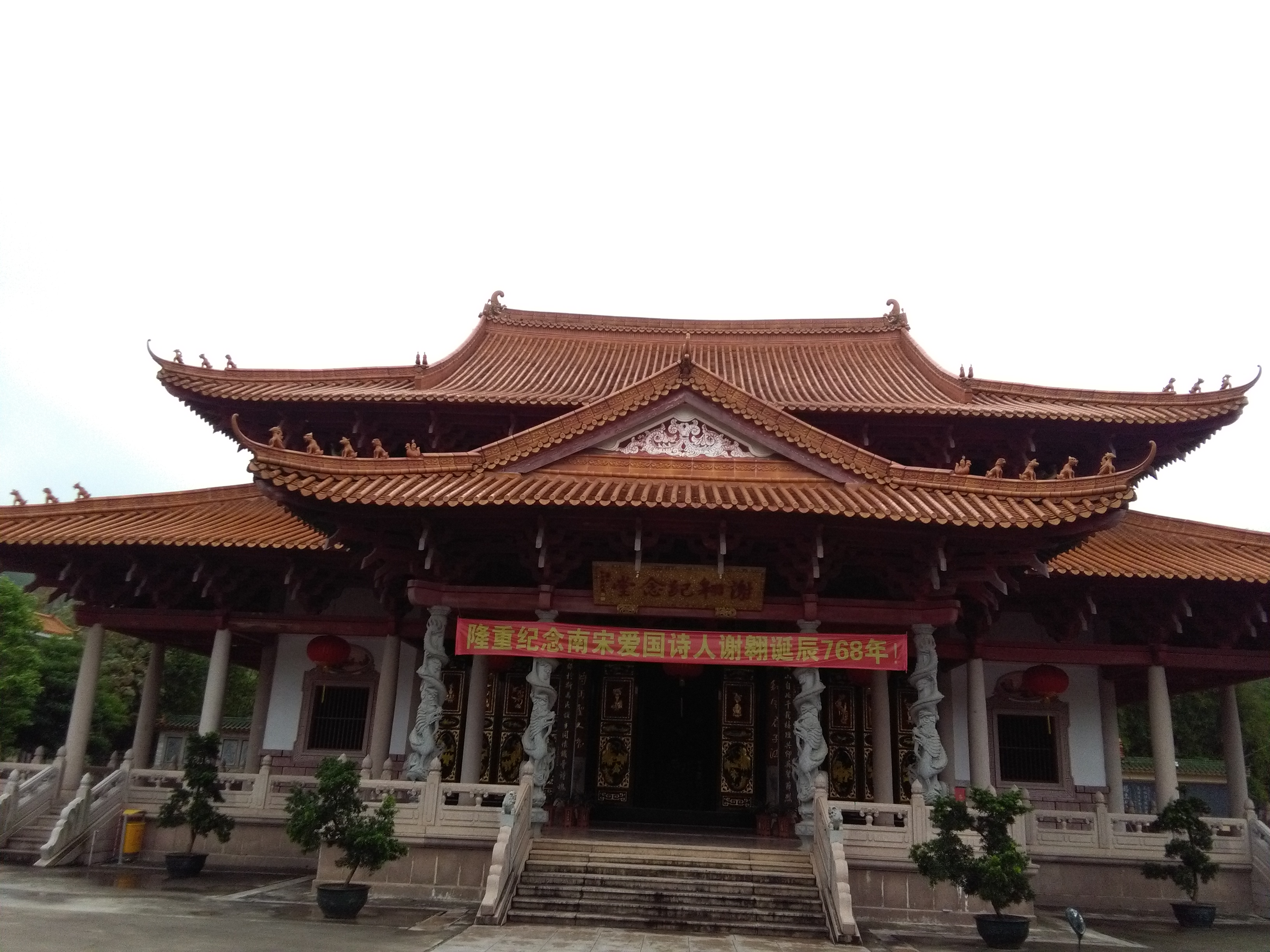
謝翱紀念館主體建築：謝翱紀念堂

謝翱紀念館位於中國广东省揭阳市，毗鄰黄岐山森林公园岐泽湖畔，爲紀念南宋詩人謝翱而立。

## 历史
由謝翱裔孙捐资，於1997年開始興建，2001年4月8日建成开馆，共佔地二十八畝，主體建築爲謝翱紀念堂。

## 外部連結
- 官方網站（简体中文）
  - 纪念馆简介
  - 谢翱纪念馆大事记